# La Tête contre les murs (film)
Pour les articles homonymes, voir La Tête contre les murs (homonymie).
Pour plus de détails, voir Fiche technique et Distribution.
La Tête contre les murs est un film français réalisé par Georges Franju et sorti en 1959 ; il est tiré du roman éponyme d'Hervé Bazin.

## Synopsis
Fils désœuvré d'un ténor du barreau, François Gérane tente, pour rembourser des dettes, de voler son père qui décide de le faire interner dans un asile à la campagne, où prévalent des méthodes hors d’âge. Seulement visité par Stéphanie, qu’il venait de rencontrer, François partage ses projets d’évasion avec Heurtevent. Une crise d’épilepsie de celui-ci met fin à leur tentative commune, mais son suicide donne à François l’occasion de s’évader au cours de l’enterrement. Bien qu’ayant trouvé un travail et une possibilité de logement à Paris, il se rend chez Stéphanie avec qui il passe la nuit, avant d’y être retrouvé par les infirmiers qui le ramènent à l’asile.

## Fiche technique
- Titre : La Tête contre les murs
- Réalisation : Georges Franju[1],[2],[3]
- Scénario : d'après le roman éponyme d'Hervé Bazin[1]
- Adaptation : Georges Franju, Jean-Pierre Mocky[1]
- Dialogues : Jean-Charles Pichon[1]
- Assistant réalisateur : Jacques Rouffio
- Images : Eugen Schüfftan[1], assisté de Claude Zidi
- Opérateur : Georges Miklachewsky
- Musique : Maurice Jarre
- Décors : Louis Le Barbenchon
- Montage : Suzanne Sandberg
- Son : René Sarazin
- Maquillage : Louis Dor, assisté de Marcelle Testard
- Photographe de plateau : Henri Caruel
- Script-girl : Marcelle Hochet
- Régisseur : Roger Descoffre
- Production : Sirius, Atica, Elpénor-Films
- Chef de production : Lucien Masson, Jérôme Goulven
- Directeur de production : Jean Velter
- Société de production et distribution : La Société des films Sirius
- Tournage du 16 mai au 5 juillet 1958
- Durée : 92 minutes
- Pellicule 35 mm, noir et blanc
- Date de sortie : 
  - France : 20 mars 1959
- Film français

## Distribution
- Pierre Brasseur : Dr Varmont
- Paul Meurisse : Dr Emery
- Jean-Pierre Mocky : François Gérane
- Anouk Aimée : Stéphanie[1]
- Charles Aznavour : Heurtevent[1]
- Jean Galland : Maître Gérane
- Jean Ozenne : Comte Elzéar de Chambrelle
- Thomy Bourdelle : Colonel Donnadieu
- Rudy Lenoir : le planqué
- Roger Legris : Decauville, le chauffeur
- Henri San Juan : patron du billard
- Édith Scob : la folle qui chante
- Max Montavon : l'interne au réfectoire
- Luis Masson : l'interne
- Balpo
- Paul Demange
- René Alié
- Luc Andrieux : un infirmier
- Doudou Babet : Le noir
- Claude Badolle
- Claude Castaing
- Jean Henry
- Pierre Koplitchev
- Jean Labarrère
- Jacques Mancier : l'homme au fusil
- Claude Mansard
- Raoul Marco
- Diego Masson
- Pierre Mirat : un gardien
- Véronique Nordey
- Henri Poirier : le curé
- Alexandre Randall
- Jean Rougerie
- Jacques Seiler : un infirmier
- André Thorent
- Lucien Camiret
- Sophie Poncin
- Sophie Saint-Just
- Monique Ardoin
- Alice Guerpillon : la nageuse

## Autour du film
- Ce film est le premier long métrage de Georges Franju. Il correspond aussi à l'une des premières apparitions remarquées de Charles Aznavour, après ses rôles encore adolescent durant les années 1930, dans La Guerre des gosses et Les Disparus de Saint-Agil, et en 1946 dans Adieu chérie[3],[4]
- Il constitue la première des trois collaborations de l'acteur Pierre Brasseur avec le réalisateur Georges Franju.

## Récompenses
- 1960: Grand Prix de l'Académie du Cinéma

## Réception critique
Jean-Luc Godard a fait l'éloge du film dans les Cahiers du cinéma : « La tête contre les murs est un film de fou sur les fous. C'est donc un film d'une beauté folle. ». Le critique cinématographique Jean de Baroncelli lui fait également un bon accueil dans le quotidien Le Monde, quoique assorti de quelques réserves : « ceux qui ont aimé les meilleurs courts métrages de Franju aimeront certainement son premier film romanesque. Ils pardonneront à l'auteur le désordre de son récit et l'inutilité de certaines scènes pour ne retenir que l'essentiel : cette poétique et glaciale évocation d'un monde interdit ».